# Dalemain
Dalemain est une maison de campagne située à environ 8 km au sud-ouest de Penrith, dans la région de Cumbria, en Angleterre. Il s'agit d'un bâtiment classé Grade I. Dalemain fait partie du site du patrimoine mondial de l'UNESCO du Lake District.

## Histoire
Il existe des preuves de l'existence d'un village à Dalemain à l'époque saxonne. Ici la rivière Eamont, qui est la frontière entre Cumberland et Westmorland, est guéable tout en étant abritée à cet endroit de la vallée, où souvent les pires conditions météorologiques contournent Dalemain. Une tour peel est construite sur le site sous le règne du roi Henri II. L'ancienne maison date du XIIe siècle, avec des ailes ajoutées au XVIe siècle.
En 1679, Edward Hasell, qui a été l'intendant d'Anne Clifford, achète Dalemain et celui-ci reste dans la famille depuis lors. Lors de son achat, la maison est considérablement modifiée, notamment avec un grand escalier. La cour de ferme est modernisée et un mur de soutènement construit en contrebas de la terrasse. L'impressionnante façade géorgienne est achevée par son fils en 1744, construite pour enfermer la vieille maison dans une cour centrale. Les chambres suivent un design élégant et symétrique avec des éléments néoclassiques. Dans le nouveau hall d'entrée, il y a un escalier en porte-à-faux. La façade du jardin est également reconstruite en 1748 pour correspondre à la nouvelle façade. Il n’y a aucune modification majeure depuis cette époque. La cour a évolué au fil des siècles, passant d'un bâtiment médiéval construit pour des raisons défensives, entourant immédiatement la tour d'origine jusqu'aux bâtiments de ferme qui ont survécu. Au-dessus de la cour se trouve le Deer Park qui abrite un troupeau de daims inchangé depuis des centaines d'années.
Les jardins font écho à différentes modes de jardinage. Cela comprend le jardin des nœuds élisabéthains ; le parc paysager environnant avec une vue sur les High Fells ; la terrasse herbacée et le jardin sauvage tiré de l'œuvre de William Robinson. Il s'agit d'un jardin de jardinier avec une diversité de variétés végétales. Il y a une collection de roses, des pommiers, le sapin argenté Abies Cephalonica qui possède la plus grande circonférence du Royaume-Uni et qui est un cadeau de Joseph Banks, le botaniste, dans les années 1840 et les coquelicots bleus de l'Himalaya Meconopsis grandis Dalemain. Dalemain remporte le prix Jardin de l'année, parrainé par la Historic Houses Association et Christie's, en 2013.
L'écrivain et critique littéraire Elizabeth Julia Hasell y a vécu et Eva Hasell y est née en 1886. Elle est la fille de Frances Maud (née Flood) et John Edward Hasell et elle grandit à Dalemain. Elle devient missionnaire au Canada et une fervente partisane de l'Église et de l'Empire britannique.